# The Fifth Dimension
För musikalbumet av gruppen The Byrds, se Fifth Dimension.
The 5th Dimension är en amerikansk popgrupp bildad 1966 i Los Angeles, Kalifornien. Originaluppsättningen av bestod av Billy Davis Jr, Florence LaRue, Marilyn McCoo, Lamonte McLemore och Ron Townson
Gruppen spelade pop med starka influenser av soul. De blev också mycket populära inom Flower power-rörelsen. De slog igenom 1967 med låten "Up, Up and Away". Deras största hit fick de året därpå med en låt från musikalen Hair, "Aquarius/Let the Sunshine In". För dessa två låtar tilldelades gruppen totalt fem Grammy Awards.
Gruppen var populär fram till mitten av 1970-talet. Originaluppsättningen sprack 1975, då McCoo och Davis hoppade av, och sedan dess har bandet fortsatt med en rad olika musiker.

## Medlemmar
Originaluppsättning
- Marilyn McCoo (f. 30 september 1943 i Jersey City, New Jersey)
- Florence LaRue (f. 4 februari 1944 i Philadelphia, Pennsylvania)
- Billy Davis, Jr. (f. 26 juni 1938 St. Louis, Missouri)
- Lamonte McLemore (f. 17 september 1939 i St. Louis, Missouri)
- Ronald L. "Ron" Townson (f. 20 januari 1933 i St. Louis, Missouri - död 2 augusti 2001 i Las Vegas, Nevada)

## Diskografi
Album
- 1967 – Up, Up and Away
- 1967 – The Magic Garden
- 1968 – Stoned Soul Picnic
- 1969 – The Age of Aquarius
- 1970 – Portrait
- 1971 – Love's Lines, Angles and Rhymes
- 1971 – Reflections
- 1971 – The 5th Dimension/Live!
- 1972 – Individually & Collectively
- 1973 – Living Together, Growing Together
- 1974 – Soul & Inspiration
- 1975 – Earthbound
- 1978 – High on Sunshine
- 1978 – Star Dancing
- 1995 – In the House

Singlar (urval)
- 1967 - Up, Up and Away
- 1968 - Stoned Soul Picnic
- 1968 - California Soul
- 1969 - Medley: Aquarius/Let the Sunshine In (The Flesh Failures)
- 1969 - Wedding Bell Blues
- 1970 - A Change Is Gonna Come/People Got to Be Free
- 1970 - One Less Bell to Answer
- 1971 - Never My Love (live)
- 1972 - (Last Night) I Didn't Get to Sleep at All
- 1972 - If I Could Reach You
- 1976 - Love Hangover